# أوشن شورز
أوشن شورز (واشنطن) (بالإنجليزية: Ocean Shores, Washington)‏ هي مدينة تقع في الولايات المتحدة في مقاطعة غرايز هاربور، واشنطن. يقدر عدد سكانها بـ 5,569 نسمة ومساحتها 32.12 كم2 وترتفع عن سطح البحر 7 متر.

## التركيبة السكانية
قام مكتب تعداد الولايات المتحدة بتحديد بيانات التركيبة السكانية لأوشن شورزفي تعداد الولايات المتحدة. في ما يلي، التركيبة السكانية حسب تعدادي 2000 و2010.

### تعداد عام 2000
بلغ عدد سكان أوشن شورز 3,836 نسمة بحسب تعداد عام 2000، وبلغ عدد الأسر 1,789 أسرة وعدد العائلات 1,198 عائلة مقيمة في المدينة. في حين سجلت الكثافة السكانية 444.7 نسمة لكل ميل مربع (171.7/كم2). وبلغ عدد الوحدات السكنية 3,170 وحدة بمتوسط كثافة قدره 367.5 نسمة لكل ميل مربع (141.9/كم2).
وتوزع التركيب العرقي للمدينة بنسبة 92.44% من البيض و 2.19% من الأمريكيين الأصليين و 1.23% من الأمريكيين ذوي الأصول الآسيوية و 0.10% من سكان جزر المحيط الهادئ و 0.60% من الأمريكيين الأفارقة و 2.63% من عرقين مختلطين أو أكثر.
بلغ عدد الأسر 1,789 أسرة كانت نسبة 17.8% منها لديها أطفال تحت سن الثامنة عشر تعيش معهم، وبلغت نسبة الأزواج القاطنين مع بعضهم البعض 56.7% من أصل المجموع الكلي للأسر، ونسبة 7.1% من الأسر كان لديها معيلات من الإناث دون وجود شريك، وكانت نسبة 33.0% من غير العائلات. تألفت نسبة 27.7% من أصل جميع الأسر من أفراد ونسبة 12.6% كانوا يعيش معهم شخص وحيد يبلغ من العمر 65 عاماً فما فوق. وبلغ متوسط حجم الأسرة المعيشية 2.55، أما متوسط حجم العائلات فبلغ 2.14.
بلغ العمر الوسطي للسكان 52 عاماً. وكانت نسبة 16.8% من القاطنين تحت سن الثامنة عشر، وكانت نسبة 4.6% بين الثامنة عشر والأربعة وعشرون عاماً، ونسبة 18.9% كانت واقعةً في الفئة العمرية ما بين الخامسة والعشرون حتى والأربعة وأربعون عاماً، ونسبة 31.7% كانت ما بين الخامسة والأربعون حتى الرابعة والستون، ونسبة 28.0% كانت ضمن فئة الخامسة والستون عاماً فما فوق. يوجد لكل 100 أنثى 93.4 ذكر، ويوجد لكل 100 أنثى في الثامنة عشر من عمرها فما فوق 91.6 ذكر.
بلغ متوسط دخل الأسرة في المدينة 34,643 دولار، أما متوسط دخل العائلة فبلغ 38,520 دولار. وكان متوسط دخل الذكور 31,371 دولار مقابل 25,393 دولار للإناث. وسجل دخل الفرد الخاص بالمدينة 19,192 دولار. وكانت نسبة 9.8% من العائلات ونسبة 12.4% من السكان تحت خط الفقر،

### تعداد عام 2010
بلغ عدد سكان أوشن شورز 5,569 نسمة بحسب تعداد عام 2010، وبلغ عدد الأسر 2,707 أسرة وعدد العائلات 1,657 عائلة مقيمة في المدينة. في حين سجلت الكثافة السكانية 654.4 نسمة لكل ميل مربع (252.7/كم2). وبلغ عدد الوحدات السكنية 4,758 وحدة بمتوسط كثافة قدره 559.1 لكل ميل مربع (215.9/كم2).
وتوزع التركيب العرقي للمدينة بنسبة 90.2% من البيض و 2.1% من الأمريكيين الأصليين و 1.7% من الأمريكيين ذوي الأصول الآسيوية و 0.2% من سكان جزر المحيط الهادئ و 0.9% من الأمريكيين الأفارقة و 4.2% من عرقين مختلطين أو أكثر.
بلغ عدد الأسر 2,707 أسرة كانت نسبة 14.6% منها لديها أطفال تحت سن الثامنة عشر تعيش معهم، وبلغت نسبة الأزواج القاطنين مع بعضهم البعض 49.9% من أصل المجموع الكلي للأسر، ونسبة 7.8% من الأسر كان لديها معيلات من الإناث دون وجود شريك، بينما كانت نسبة 3.4% من الأسر لديها معيلون من الذكور دون وجود شريكة وكانت نسبة 38.8% من غير العائلات. تألفت نسبة 30.5% من أصل جميع الأسر من أفراد ونسبة 14.4% كانوا يعيش معهم شخص وحيد يبلغ من العمر 65 عاماً فما فوق. وبلغ متوسط حجم الأسرة المعيشية 2.49، أما متوسط حجم العائلات فبلغ 2.06.
بلغ العمر الوسطي للسكان 57.3 عاماً. وكانت نسبة 12.6% من القاطنين تحت سن الثامنة عشر، وكانت نسبة 4.9% بين الثامنة عشر والأربعة وعشرون عاماً، ونسبة 14% كانت واقعةً في الفئة العمرية ما بين الخامسة والعشرون حتى والأربعة وأربعون عاماً، ونسبة 37.5% كانت ما بين الخامسة والأربعون حتى الرابعة والستون، ونسبة 31.1% كانت ضمن فئة الخامسة والستون عاماً فما فوق. وتوزع التركيب الجنسي للسكان بنسبة 48.3% ذكور و51.7% إناث.